# Francis Baily
Francis Baily (Newbury, 28 de abril de 1774 — Londres, 30 de agosto de 1844) foi um astrônomo inglês. Foi presidente da Royal Astronomical Society.

## Trabalho astronômico

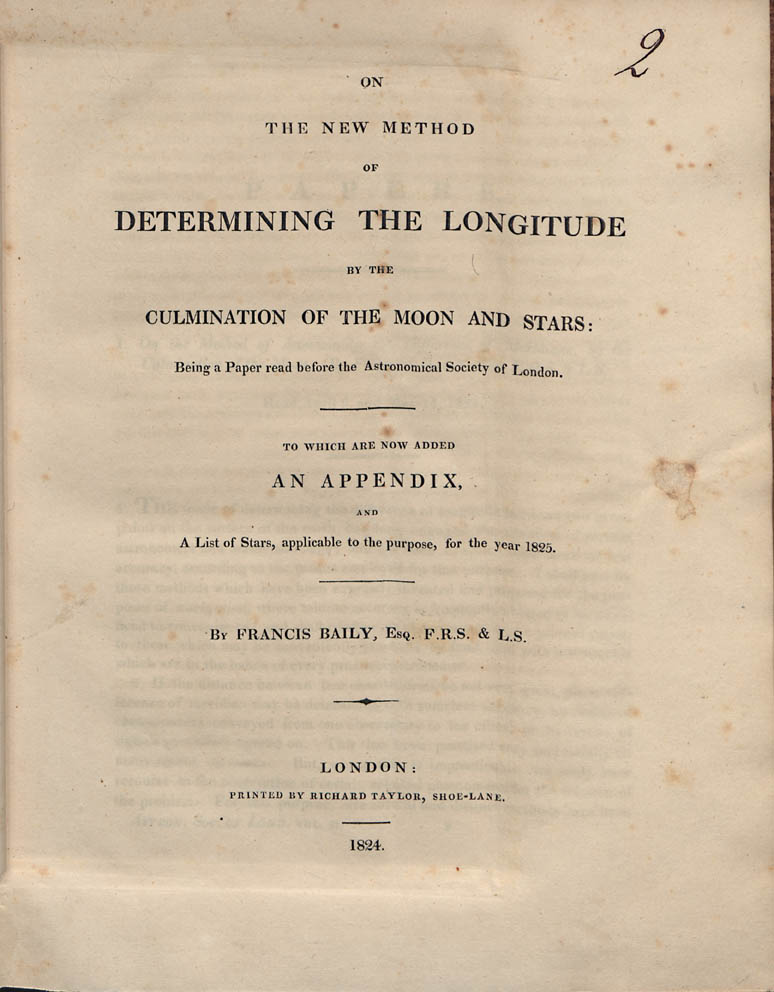
On the new method of determining the longitude by the culmination of the moon and stars, 1824

Em 1820, Baily já havia assumido um papel de liderança na fundação da Royal Astronomical Society, e ele recebeu sua Medalha de Ouro em 1827 por sua preparação do Catalogue of 2881 stars (Memoirs R. Astr. Soc. ii.). Mais tarde, em 1843, ele ganharia a Medalha de Ouro novamente. Ele foi eleito presidente da Royal Astronomical Society quatro vezes, com mandatos de dois anos cada (1825-27, 1833-35, 1837-39 e 1843-45). Nenhuma outra pessoa ocupou o cargo mais do que Baily quatro vezes (um recorde que ele compartilha com George Airy), enquanto seus oito anos no cargo são um recorde.
A reforma do Almanaque Náutico em 1829 foi posta em marcha por seus protestos. Foi eleito Membro Honorário Estrangeiro da Academia de Artes e Ciências dos Estados Unidos em 1832.  Ele recomendou à British Association em 1837, e em grande parte executou, catálogos contendo cerca de 57 000 estrelas; ele supervisionou a compilação do Catalogue of 8377 stars da Associação Britânica (publicado em 1845);  e revisou os catálogos de Tobias Mayer, Ptolomeu, Ulugh Beg, Tycho Brahe, Edmund Halley e Hevelius (Memoirs R. Astr. Soc. Iv, xiii).
Suas observações do "Baily's Beads", durante um eclipse anular do sol em 15 de maio de 1836, em Inch Bonney em Roxburghshire, deram início à série moderna de expedições de eclipses. O fenômeno, que depende da forma irregular do membro da lua, foi descrito de forma tão vívida por ele que atraiu uma quantidade sem precedentes de atenção para o eclipse total de 8 de julho de 1842, observado pelo próprio Baily em Pavia.

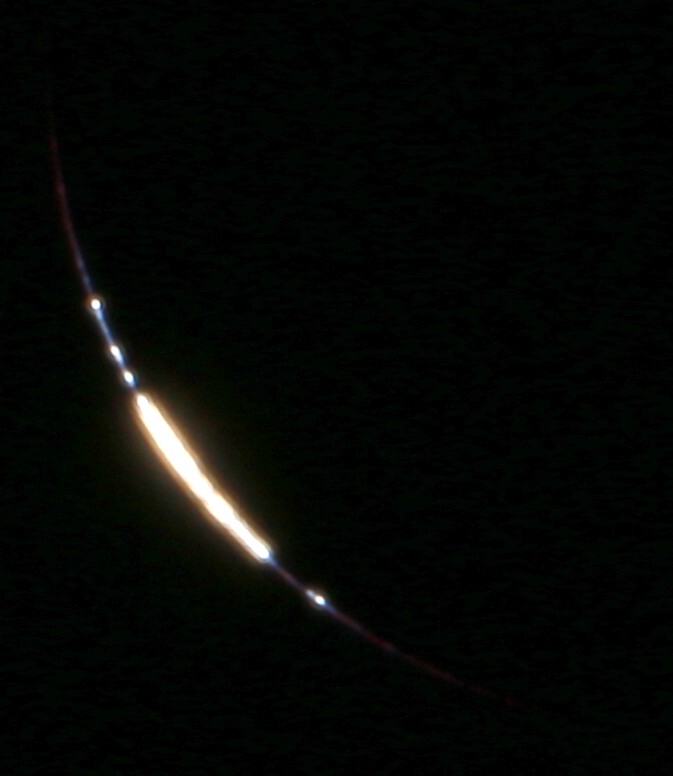
Anel de diamante de Baily, quatro segundos antes da totalidade do eclipse.

Em outro trabalho, ele completou e discutiu os experimentos do pêndulo de Henry Foster, deduzindo deles uma elipticidade para a Terra de 1 / 289,48 (Memoirs R. Astr. Soc. Vii.). Esse valor foi corrigido para o comprimento do segundo-pêndulo com a introdução de um elemento de redução negligenciado, e foi usado, em 1843, na reconstrução dos padrões de comprimento. Suas operações laboriosas para determinar a densidade média da Terra, realizadas pelo método de Henry Cavendish (1838-1842), renderam o valor oficial de 5,66.

Baily morreu em Londres em 30 de agosto de 1844 e foi enterrado no cofre da família na Igreja de St Mary em Thatcham. Seu relato do Rev. John Flamsteed (1835) é de fundamental importância para a história científica da época. Incluía uma republicação do Catálogo Britânico.